# Saint-François-Xavier-de-Brompton
Saint-François-Xavier-de-Brompton är en kommun i provinsen Québec i Kanada. Den ligger i regionen Estrie, i den sydöstra delen av landet, 280 km öster om huvudstaden Ottawa.